# البمبرة (مسرحية)
مسرحية البمبرة، مسرحية كويتية مكونة من عدة لوحات تحتوي على نموذج للفساد الإداري واهمال مصالح الدولة والعامة من المجتمع وكيفية التلخص من هذه الآفة
المسرحية هادفة وساخرة بالدرجة الأولى وتعتمد على كوميديا الموقف، حققت نجاح كبير وتتضمن أغاني، من تأليف وإخراج عبد الله الحبيل في عام 1986م.

## الممثلين
- عبد الله الحبيل
- محمد جابر
- انتصار الشراح
- هدى حمادة
- عبد الرحمن العقل
- محمد العجيمي
- صالح الحمر
- عبد الناصر درويش
- نايف الراشد
- نسمية طعمه
- محمد كاظم

## طاقم العمل
- مهندس الإضاءة - منقذ صادق
- الصوت - سالم إسماعيل
- الحركة المسرحية - باسمة حمادة
- الماكياج - جابر عامر
- إدارة الإنتاج - عبد العزيز الطراروة
- إدارة الأنتاج - مهنا فوزي
- مهندس الديكور - نجف جمال
- تنفيذ الديكور - مهدي المتروك
- تنفيذ الديكور - علي القصاص
- تنفيذ الديكور - أحمد سعيد
- إنتاج وتوزيع - شركة مسرح الناس
- مساعد الاخراج المسرحي - عامر الخطيب
- مساعد الاخراج المسرحي - صالح الحمر
- تأليف - عبد الله الحبيل
- إخراج مسرحي - عبد الله الحبيل
- مساعد الإخراج التلفزيوني - خليل زينل
- الاخراج التلفزيوني - عبد الأمير مطر

### أغاني المسرحية
ظلم الناس
- كلمات والحان عبد الله الحبيل
- غناء - فيصل السعد - يوسف بورسلي
- عزف - عادل عبد العزيز - مبارك المبارك

## وصلات خارجية
المسرحية كاملة على يوتيوب